# 셀트리온 엔터테인먼트
셀트리온 엔터테인먼트는 대한민국의 연예기획사이자 드라마 및 영화 제작사이다.

## 셀트리온 제작 드라마

### KBS2
- 시리우스 - 가장 빛나는 두 개의 별
- 그녀들의 완벽한 하루
- 동화처럼
- 사춘기 메들리 (KBS 미디어 공동 제작)
- 부부클리닉 사랑과 전쟁
- 천명: 조선판 도망자 이야기
- 왕가네 식구들
- 태양은 가득히
- 마스터 - 국수의 신 (베르디미디어 공동 제작)
- 맨홀 - 이상한 나라의 필
- 매드 독 (이매진아시아 공동 제작)
- 출사표 (프레임미디어 공동 제작)
- 너에게 가는 속도 493KM
- 비밀의 남자
- 비밀의 여자

### MBC
- 내 생애 봄날 (후너스 엔터테인먼트 공동 제작)
- 행복을 주는 사람
- 닥터 로이어 (몽작소 공동 제작)

### SBS
- 당신은 선물 (SBS 플러스 공동 제작)
- 아임 쏘리 강남구
- 배가본드
- 맛 좀 보실래요 (SBS 미디어넷 공동 제작)

### 타사
- 청춘시대 (드라마하우스 공동 제작)
- 내일 그대와
- 그냥 사랑하는 사이
- 식샤를 합시다 3 (tvN 공동 제작)
- 나의 나라 (나의 나라 문화전문유한회사 공동 제작)
- 모범가족 (프로덕션에이치 공동 제작)

### 영화
- 화장손언 숨바꼭질
- 자전차왕 엄복동

### (현) 소속 연예인
- 신지훈
- 김수오
- 이충구
- 박수영
- 이범수
- 이호철
- 박상원
- 김강현
- 권영찬

### 전 소속사
황희
- 오연서
- 김희진
- 이나경
- 함태인
- 김신
- 신수항
- 조서후